# Pere Nolasc de Bassa i Girona
Pere Nolasc de Bassa i Girona   (Vilallonga del Camp, 11 de febrer de 1783 - Barcelona, 5 d'agost de 1835) va ser un militar català, avi de Josep Maria de Pallejà i de Bassa, III marquès de Montsolís.

## Biografia
Amb l'inici de la Guerra del Francès Bassa va abandonar els estudis de dret per allistar-se a l'exèrcit com a capità de companyia. Fou ascendit a tinent coronel, grau que li fou confirmat pel mateix Ferran VII, i el 1830 va tornar a ascendir a brigadier i mariscal de camp. El 1833 va ser nomenat governador militar de Cadis.
El 1835 va tornar a Barcelona com a lloctinent del capità general de Catalunya: el general Llauder. Quan el 25 de juliol va esclatar la bullanga anticarlina que va derivar en la crema de convents per tota la ciutat, Llauder li va encarregar de trobar i castigar els culpables. Però el 5 d'agost la bullanga revifà de nou, aquest cop amb un marcat caire antiabsolutista: la intenció de Bassa de desarmar la Milícia Nacional de Barcelona provocà un assalt tumultuós a la seva residència: Bassa fou mort d'un tret; seguidament el cadàver fou llençat des del balcó, arrossegat fins a la Rambla i allí fou cremat en una foguera juntament amb la documentació sostreta de l'assalt de la sots-delegació de policia. Durant la nit se succeïren els saqueigs dels burots i altres oficines d'impostos, significativament es va destruir l'estàtua de Ferran VII, i acabà en la famosa acció ludista de la crema de la fàbrica Bonaplata, la qual provocaria en els dies següents el distanciament de les classes burgeses respecte la bullanga.
El 1853, la seva vídua Francesca Xaviera de Saleta i Descatllar va obtenir de la reina Isabel II el títol de marquesa de Monsolís.